# Maria Shurochkina
Maria Vladimirovna Shurochkina (em russo:  Мария Владимировна Шурочкина; Moscou, 30 de junho de 1995) é uma nadadora sincronizada russa, campeã olímpica em 2016 por equipes.

## Carreira
Shurochkina representou seu país nos Jogos Olímpicos de 2016, ganhando a medalha de ouro por equipes.